# Quercus pacifica
Quercus pacifica är en bokväxtart som beskrevs av Kevin Clark Nixon och Cornelius Herman Müller. Quercus pacifica ingår i släktet ekar, och familjen bokväxter. Inga underarter finns listade.

## Bildgalleri

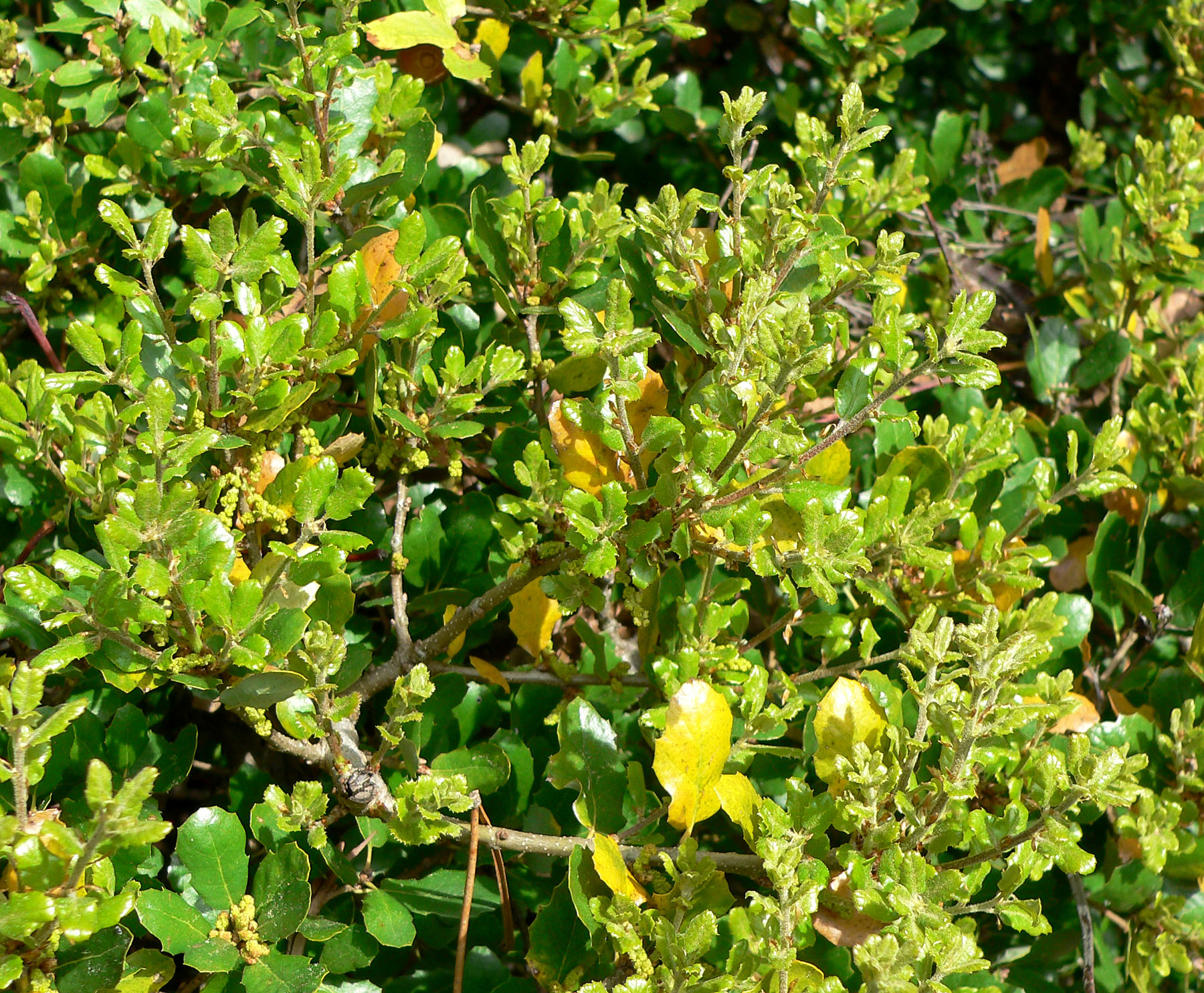
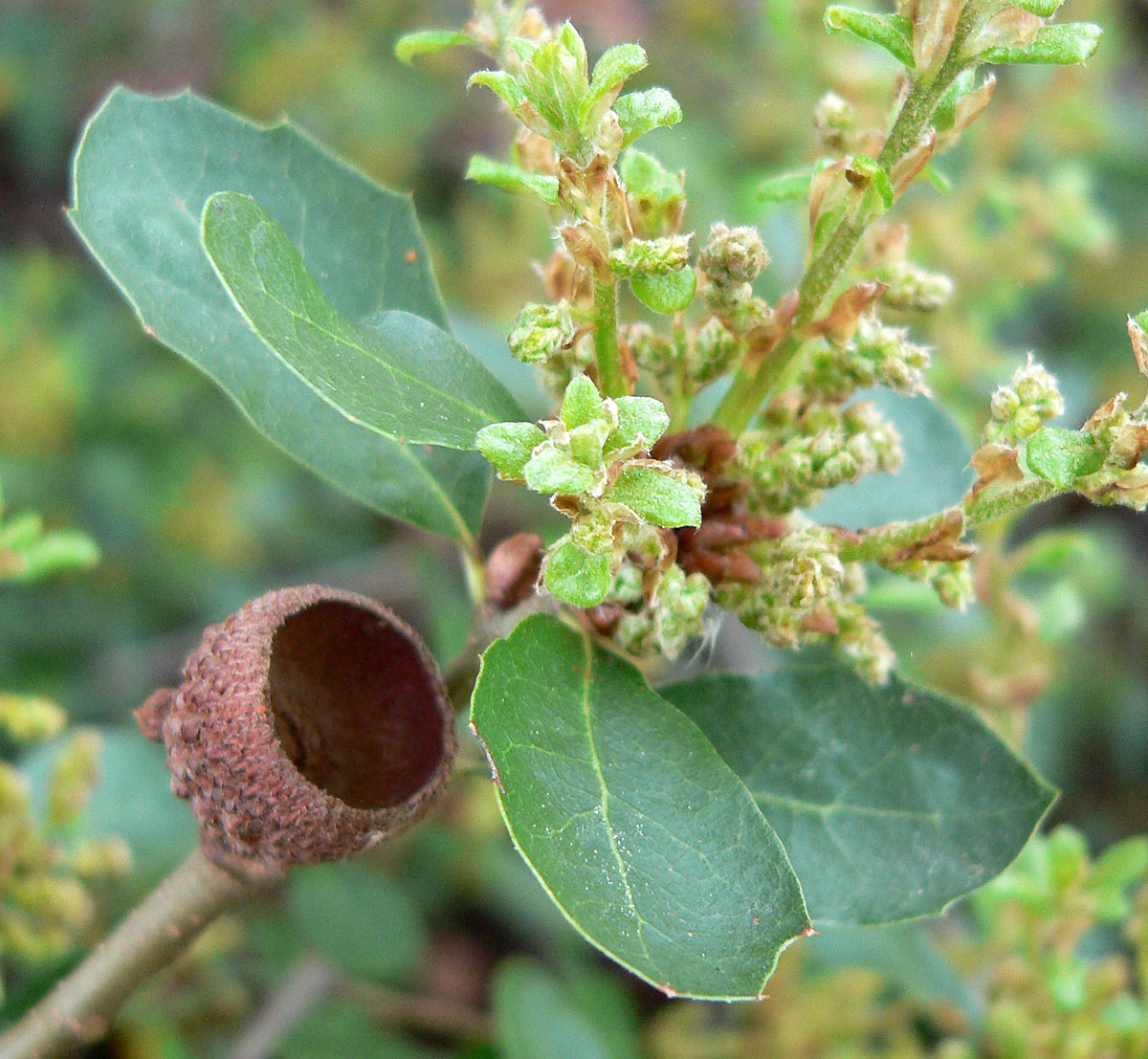
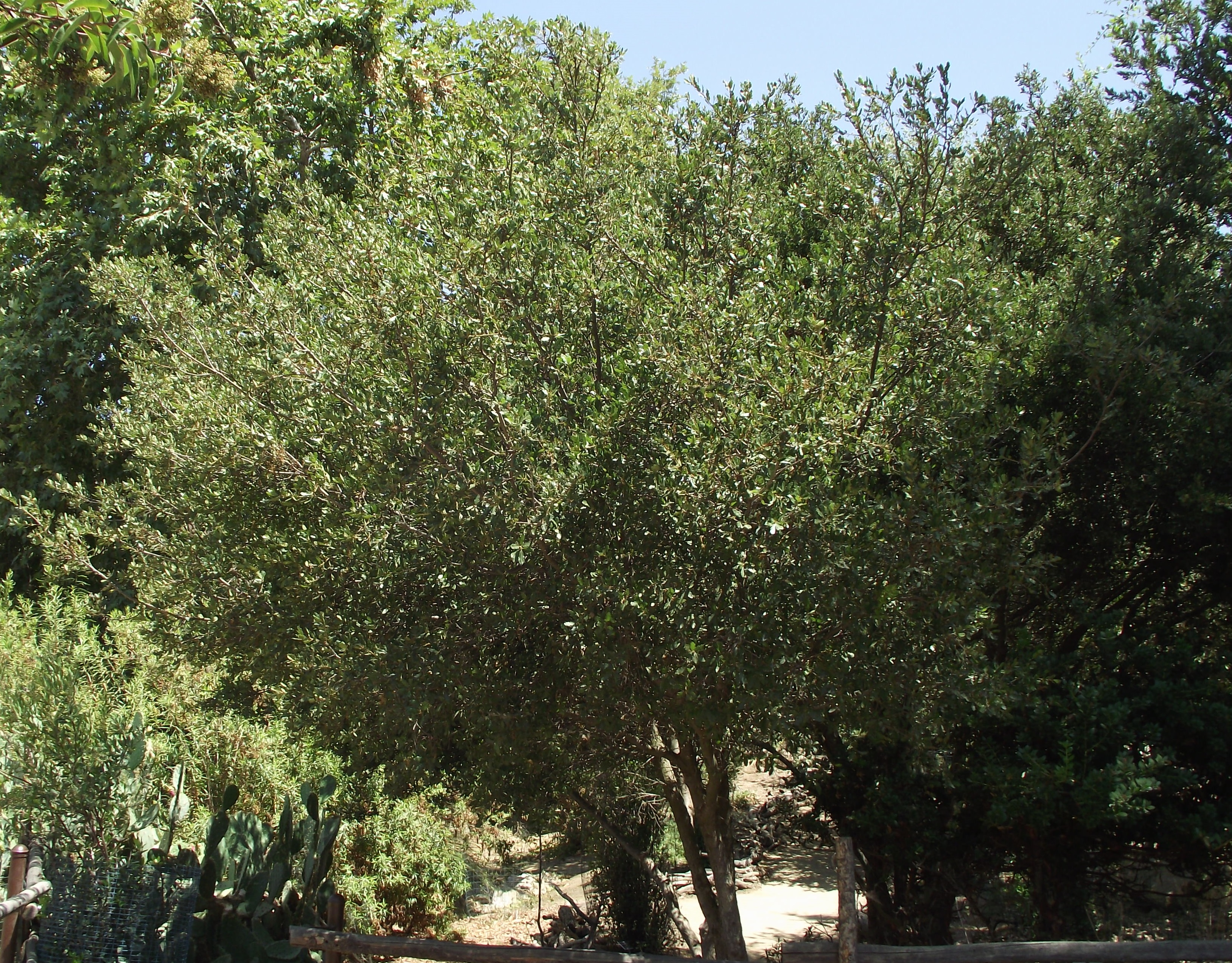